# 리사 랑고이스
리사 랭루아(Lisa Langlois, 1959년 3월 15일 ~ )는 캐나다의 배우, 영화배우이다.

## 영화
- 파이어 서펀트 (2007년)
- 타이거 스톰 (1996년)
- 파이널 컷 (1995년)
- 마인드필드 (1989년)
- 셔독의 변신 (1988년)
- 공포의 촉수 (1988년)
- 어느 무기수의 고백 (1986년)
- 슬러거의 아내 (1985년)
- 공포의 눈동자 (1982년)
- 폭력 교실 1984 (1982년)
- 해피 버스데이 투 미 (1981년)
- 포비아 (1980년)
- 비올레트 노지에르 (1978년)